# Fobdown
Fobdown – osada w Anglii, w hrabstwie Hampshire, w dystrykcie Winchester. Leży 15 km na wschód od miasta Winchester i 87 km na południowy zachód od Londynu.